# Tsushima (Aichi)
Tsushima (Japans: 津島市, Tsushima-shi) is een stad in de Japanse prefectuur Aichi. De oppervlakte van deze stad is 25,08 km² en begin 2010 had de stad bijna 66.000 inwoners.

## Geschiedenis
Tsushima werd op 1 maart 1947 een stad (shi).
Op 1 januari 1955 werd het dorp Kamori (神守村, Kamori-mura) bij de stad gevoegd.
Op 1 april 1956 werd een deel van het dorp Eiwa (永和村, Eiwa-mura) bij Tsushima gevoegd.

## Verkeer
Tsushima ligt aan de Bisai-lijn en de Tsushima-lijn van Meitetsu (Nagoya Spoorwegmaatschappij).
Tsushima ligt aan de Higashi-Meihan-autosnelweg, de nationale autowegen 155 en aan de prefecturale wegen 68, 79, 114, 115 en 458.

## Bezienswaardigheden
- Tenno Matsuri (天王祭り), een meer dan 200 jaar oud tweedaags festival, gehouden eind juli, waarbij een tiental boten en zo'n 400 papieren lantaarns op de rivier de Tenno drijven.

## Stedenbanden
Tsushima heeft een stedenband met
- Hercules, Verenigde Staten

## Geboren in Tsushima
- Yonejiro Noguchi (野口米次郎, Noguchi Yonejirō), schrijver bekend onder pseudoniem Yone Noguchi
- Mitsuharu Kaneko (金子光晴, Kaneko Mitsuharu), dichter

## Aangrenzende steden
- Aisai